# Town meeting
Il termine town meeting potrebbe essere tradotto come assemblea cittadina e va inteso non solo come evento ma anche e soprattutto come forma di governo democratico diretto che interessa principalmente gli stati del New England degli Stati Uniti d'America.
I town meeting del New England risalgono al XVII secolo e prevedono che la maggior parte o tutti i membri di una comunità si riuniscano a legiferare politiche e bilanci per il governo locale.
Il termine è stato di recente ampliato per fare riferimento a quegli incontri pubblici non-ordinari, che attirano la gente in un'area geografica per discutere questioni ritenute problematiche. È venuta meno anche la possibilità di voto e di influenza alla decisione in questioni di tipo legislativo o amministrativo. In particolare, il termine è comunemente usato dai politici negli Stati Uniti per descrivere forum in cui gli elettori possono fare domande. Mentre, in Europa ed in Italia, il termine è associato a percorsi inclusivi di natura partecipativa che avvengono principalmente attraverso la modalità elettronica (Electronic Town Meeting).
Il Town Meeting inteso come forma di governo democratico diretto ha delle affinità con varie forme storicamente determinate di rappresentatività e gestione del potere legislativo ed amministrativo: le polis dell'antica Grecia, i comuni medievali italiani, i mirs rurali della Russia, il tun germanico, i pueblos spagnolo, e le les assemblées communales et départementales (sezioni urbane) della Rivoluzione francese, i Landsgemeinde svizzeri ed altri istituti di autogoverno locale. Interessante parallelo anche con l'esperienza dei Centri di Orientamento Sociale promossi da Aldo Capitini nel dopoguerra.

## Una metafora
In analogia con la definizione dell'astronomo e ufologo statunitense Josef Allen Hynek, Garramone ed Aicardi (2011) vedono i Town Meeting come incontri ravvicinati tra soggetti che sono tra loro sconosciuti e che attraverso questa occasione di partecipazione alla sfera pubblica riscoprono il loro civismo, le loro possibilità di azione ed empowerment e l'occasione per affacciarsi sulla vita politica ed influire sul governo locale. Se gli incontri ravvicinati del primo e secondo tipo sono rispettivamente incontri informali o le assemblee tradizionali, i Town Meeting (e le loro versioni elettroniche), grazie alla loro maggiore strutturazione, consapevolezza ed energia profusa rappresentano la forma più di alta di aggregazione e di cittadinanza democratica, gli incontri ravvicinati del terzo tipo.
All'aumentare del grado di strutturazione e di consapevolezza dei partecipanti si riscoprono relazioni sociali e supportive, senso di comunità e di appartenenza, civismo ed empowerment individuale e collettivo. Le relazioni sociali generano così una arena democratica, una agorà in cui si producono mutazioni nella forma e nei contenuti della vita associata, [… che vanno] ad influenzare anche ambiti inattesi quali gli approcci culturali e l'idea del bene comune dei partecipanti. Eccoci, dunque, agli incontri cittadini ravvicinati del terzo tipo, di cui i Town Meeting (TM) sono un esempio [… una declinazione sia del] concetto di governance che di democrazia (Garramone e Aicardi, 2011, p. 21).

## Stati Uniti d'America
Oggi i Town Meeting sono quelle assemblea cittadine (delle piccole cittadine rurali, appunto town) degli stati americani del New England in cui si decide e si discutono questioni relative al governo locale. Town Meeting indica contemporaneamente sia la forma assembleare che la forma di governo. In altri contesti statunitensi può indicare anche le assemblee e gli incontri di altri enti governativi, quali ad esempio quelle dei distretti scolastici o dei distretti idrici. 
Recentemente, gruppi politici e candidati politici usano il termine Town Meeting come etichetta per indicare i piccoli gruppi di discussione moderata, in cui è invitato un vasto pubblico ("Town hall meeting").
Nonostante le differenze locali, le forme di funzionamento dei Town Meeting che si rifanno al modello storico (ad eccezione dei town hall meeting) sono simili. Una volta l'anno ci si riunisce in assemblea per discutere questioni prioritarie, votare ed agire come un organo legislativo in merito alla nomina di funzionari e rappresentanti locali titolati allo svolgimento di funzioni amministrative (una squadra di 3-5 membri, chiamati selectmen), alle leggi e delibere locali, alla ratifica di un bilancio di esercizio, alla discussioni su questioni di funzionamento dell'ente o della comunità, ecc.… Ma ci possono essere anche ulteriori riunioni o incontri straordinari a seconda delle questioni che di volta in volta emergono.
Secondo Frank Bryan (2004; 2011), i Town Meeting interessano oltre 1.000 città degli Stati del New England negli Stati Uniti. Sono assemblee legislative e modalità di governo locale faccia a faccia, le cui origini sono ancora incerte. Alcuni ritengono che i Town Meeting nascano dalla struttura assemblea parrocchiale della chiesa inglese, soprattutto quella Congregazionale, dove nelle sacrestie venivano spesso venivano praticate attività sociali, religiose, educative. Altri pongono l'origine dei Town Meeting nei villaggi medievali d'origine germanica (Adams, 1882), o quelli protestanti della Svizzera.
Secondo altri, l'origine di tutte queste esperienze e quindi anche dei Town Meeting sarebbe nella polis greca. In merito a questa considerazione, Bryan sostiene che nel New England tutti gli abitanti avevano diritto a partecipare alla vita civile e democratica della cittadina a differenza degli aventi diritto dell'antica Atene, che erano solo una ristretta minoranza. Altra differenza è da segnalarsi nelle finalità deliberative, solo di governo locale nel caso del Town Meeting mentre nelle polis greche si poteva arrivare a legiferare in materia di politica militare ed estera.
Nel 1998, AmericaSpeaks, una organizzazione no-profit che si occupa di coinvolgimento dei cittadini nelle decisioni politiche, realizza una versione elettronica dei Town Meeting, 21st Century Town Meeting. A differenza dei Town Meeting tradizionali, questa il 21st Century Town Meeting non è una forma di governo locale e le discussioni che vengono prese in questa assemblea non sono vincolanti e non costituiscono azione legislativa. Anche l'aderenza ad un contesto locale è ormai superata, date le possibilità di comunicazione virtuale e di sondaggio di opinione di grandi numeri di partecipanti (anche 5.000 partecipanti) in tempo reale.
Le riunioni vengono strutturate per tavoli di discussione (con 10-12 partecipanti), dove oltre ad un facilitatore ci sono possibilità di verbalizzazione tramite computer, di invio di messaggi e di televoto. Squadre tecniche forniscono supporto informatico e raccolgono tutte le informazioni prodotte ai tavoli, per trasmetterle su maxi-schermi ai partecipanti e produrre a fine giornata un Instant report, una breve relazione di sintesi contenenti questioni trattate e risultato delle varie votazioni, oltre che una raccolta delle proposte avanzate. Inoltre, queste riunioni sono accompagnate da una campagna di comunicazione ex ante ed ex post. 
Questa versione moderna ed elettronica del Town Meeting è stata usata in varie occasioni e a varie scale negli ultimi anni, ad esempio è stata usata dallo Stato della California per discutere del proprio sistema sanitario (1998), dal governo locale della città di New York per decidere come ricostruire Ground Zero (2002), o nel caso di New Orleans per definire il piano di ricostruzione della città dopo le distruzioni dell'uragano Katrina (2007).
Lukensmeyer e Brigham (2011), rispettivamente Presidente e Capo operativo di AmericaSpeaks, hanno affermato che nell'ultimo decennio hanno organizzato più di 45 Town Meeting del 21º secolo, coinvolgendo decine di migliaia di persone in oltre 30 stati in tutto il paese (p. 47).

## Italia
In Italia, il Town Meeting arriva solo nella versione elettronica derivata dal 21st Century Town Meeting di AmericaSpeaks, nota come electronic Town Meeting, e realizzata da Avventura Urbana.
Il primo electronic Town Meeting si realizza in occasione delle Olimpiadi invernali di Torino del 2005, dove più di mille partecipanti di varie nazioni discutono sui temi della lotta alla povertà, dell'informazione globale e dell'integrazione fra culture diverse.
Successivamente è la Regione Toscana, il luogo in cui si sperimenta e si applica con frequenza l'electronic Town Meeting. La prima occasione è quella della discussione delle linee guida per la prima legge regionale sulla partecipazione (2006), evento a cui partecipano circa 500 cittadini toscani. Questo evento era una tappa del processo durato quasi 2 anni che ha portato alla approvazione nel dicembre 2007 la legge regionale nº 69, Norme sulla promozione della partecipazione alla elaborazione delle politiche regionali e locali.
Nel 2010 si ricordano almeno 2 electronic Town Meeting dalle finalità urbanistiche e di pianificazione del territorio, l'incontro di Firenze, sulle priorità del Piano Strutturale della città e gli incontri coordinati ed in contemporanea in cinque luoghi diversi (Prato, Cortona, Piombino, Castelnuovo Berardenga e Orbetello) sul paesaggio e per la formulazione la formazione del Piano Paesaggistico della Toscana.
A partire da fine 2013, il Comune di Palermo ha deciso di realizzare 5 electronic Town Meeting su 4 temi ritenuti strategici: pedonalizzazione, decentramento amministrativo, riqualificazione della costa, raccolta differenziata.

## Film e documentari
Il primo documento audiovisivo su un Town Meeting è quello presente nel documentario The City (1939), diretto da Ralph Syeiner e Willard Van Dyke.
Una recente rivisitazione del Town Meeting è quella del film di animazione The Nightmare Before Christmas (1993), diretto da Henry Selick e prodotto da Tim Burton.